# دنیلو کراوچوک
دنیلو کراوچوک (اوکراینی: Данило Вікторович Кравчук؛ زادهٔ ۲ ژوئیهٔ ۲۰۰۱) بازیکن فوتبال اهل اوکراین است.
از باشگاه‌هایی که در آن بازی کرده‌است می‌توان به باشگاه فوتبال فورسکلا پولتاوا اشاره کرد.
وی همچنین در تیم ملی فوتبال زیر ۲۱ سال اوکراین بازی کرده‌است.